# Martin Keller
Martin Keller (Rochlitz, 26 settembre 1986) è un velocista tedesco.

## Palmarès
| Anno | Manifestazione  | Sede       | Evento      | Risultato        | Prestazione | Note |
| ---- | --------------- | ---------- | ----------- | ---------------- | ----------- | ---- |
| 2008 | Giochi olimpici | Pechino    | 4×100 m     | 4º               | 38"58       |      |
| 2009 | Mondiali        | Berlino    | 100 m piani | Quarti di finale | 10"40       |      |
| 2009 | Mondiali        | Berlino    | 4×100 m     | Batteria         | dnf         |      |
| 2010 | Europei         | Barcellona | 4×100 m     | Bronzo           | 38"44       |      |
| 2012 | Europei         | Helsinki   | 4×100 m     | Argento          | 38"44       |      |
| 2013 | Mondiali        | Mosca      | 100 m piani | Batteria         | 10"32       |      |
| 2013 | Mondiali        | Mosca      | 4×100 m     | 4º               | 38"04       |      |
| 2014 | World Relays    | Nassau     | 4×100 m     | 7º               | 38"69       |      |

## Altre competizioni internazionali
2009
- Campionati europei a squadre di atletica leggera ( Leiria)

2013
- Campionati europei a squadre di atletica leggera ( Gateshead)

2014
- Campionati europei a squadre di atletica leggera ( Braunschweig)